# 山里亮太と指原莉乃のウチの町では大ニュース
『山里亮太と指原莉乃のウチの町では大ニュース』（やまさとりょうたとさしはらりののウチのまちではだいニュース）は、テレビ西日本（TNC）制作で16:05 - 17:20（フジテレビでは『日曜スペシャル』枠）にフジテレビ系列で不定期に放送しているバラエティ番組。山里亮太と指原莉乃の冠番組。2020年9月13日放送開始。

## 概要
テレビ西日本で平日の朝に生放送されている情報番組『ももち浜ストア』の人気企画「ウチの町では大ニュース」の全国版。ニュースで大きく取り上げられることはないものの、少し地元をざわつかせた全国の話題を届けるニュース風のバラエティ番組となっている。

## 出演者

### MC
- 山里亮太（南海キャンディーズ）
- 指原莉乃（元HKT48）

### リポーター
2020年9月13日放送回
- あばれる君
- 飯尾和樹（ずん）
- おばたのお兄さん
- 尾形貴弘（パンサー）

2021年9月12日放送回
- ケン坊田中
- 飯尾和樹（ずん）
- 平子祐希（アルコ＆ピース）
- 尾形貴弘（パンサー）
- 塚田僚一（A.B.C-Z）

## ネット局
| 放送対象地域   | 放送局名                   | 系列                                         | 放送時間（JST）      |
| -------------- | -------------------------- | -------------------------------------------- | -------------------- |
| 福岡県         | テレビ西日本（TNC） 制作局 | フジテレビ系列                               | 不定期 16:05 - 17:25 |
| 北海道         | 北海道文化放送（uhb）      | フジテレビ系列                               | 不定期 16:05 - 17:25 |
| 岩手県         | 岩手めんこいテレビ（mit）  | フジテレビ系列                               | 不定期 16:05 - 17:25 |
| 宮城県         | 仙台放送（OX）             | フジテレビ系列                               | 不定期 16:05 - 17:25 |
| 秋田県         | 秋田テレビ（AKT）          | フジテレビ系列                               | 不定期 16:05 - 17:25 |
| 山形県         | さくらんぼテレビ（SAY）    | フジテレビ系列                               | 不定期 16:05 - 17:25 |
| 福島県         | 福島テレビ（FTV）          | フジテレビ系列                               | 不定期 16:05 - 17:25 |
| 関東広域圏     | フジテレビ（CX）           | フジテレビ系列                               | 不定期 16:05 - 17:25 |
| 新潟県         | NST新潟総合テレビ（NST）   | フジテレビ系列                               | 不定期 16:05 - 17:25 |
| 長野県         | 長野放送（NBS）            | フジテレビ系列                               | 不定期 16:05 - 17:25 |
| 静岡県         | テレビ静岡（SUT）          | フジテレビ系列                               | 不定期 16:05 - 17:25 |
| 富山県         | 富山テレビ（BBT）          | フジテレビ系列                               | 不定期 16:05 - 17:25 |
| 石川県         | 石川テレビ（ITC）          | フジテレビ系列                               | 不定期 16:05 - 17:25 |
| 福井県         | 福井テレビ（FTB）          | フジテレビ系列                               | 不定期 16:05 - 17:25 |
| 中京広域圏     | 東海テレビ（THK）          | フジテレビ系列                               | 不定期 16:05 - 17:25 |
| 近畿広域圏     | 関西テレビ（KTV）          | フジテレビ系列                               | 不定期 16:05 - 17:25 |
| 島根県・鳥取県 | さんいん中央テレビ（TSK）  | フジテレビ系列                               | 不定期 16:05 - 17:25 |
| 岡山県・香川県 | 岡山放送（OHK）            | フジテレビ系列                               | 不定期 16:05 - 17:25 |
| 広島県         | テレビ新広島（TSS）        | フジテレビ系列                               | 不定期 16:05 - 17:25 |
| 愛媛県         | テレビ愛媛（EBC）          | フジテレビ系列                               | 不定期 16:05 - 17:25 |
| 高知県         | 高知さんさんテレビ（KSS）  | フジテレビ系列                               | 不定期 16:05 - 17:25 |
| 佐賀県         | サガテレビ（STS）          | フジテレビ系列                               | 不定期 16:05 - 17:25 |
| 長崎県         | テレビ長崎（KTN）          | フジテレビ系列                               | 不定期 16:05 - 17:25 |
| 熊本県         | テレビ熊本（TKU）          | フジテレビ系列                               | 不定期 16:05 - 17:25 |
| 大分県         | テレビ大分（TOS）          | 日本テレビ系列 フジテレビ系列                | 不定期 16:05 - 17:25 |
| 宮崎県         | テレビ宮崎（UMK）          | フジテレビ系列 日本テレビ系列 テレビ朝日系列 | 不定期 16:05 - 17:25 |
| 鹿児島県       | 鹿児島テレビ（KTS）        | フジテレビ系列                               | 不定期 16:05 - 17:25 |
| 沖縄県         | 沖縄テレビ（OTV）          | フジテレビ系列                               | 不定期 16:05 - 17:25 |

## スタッフ
第2回（2021年9月12日放送分）
- ナレーション：服部潤・渡辺美佐（ともに青二プロダクション、第2回）
- 構成：スキップ若山、渡辺隆太
- TD／SW：菊池謙（第1回はTDのみ）
- CAM：深澤克仁、織田美紀（織田→第2回）
- VE：鈴木翔、草場博基（ともに第2回）
- AUD：太田勝巳（第2回）、八幡美樹
- 照明：佐野広之、山本真美（ともに第2回）
- ロケ技術
  - CAM：島田宗矩、仲田雄治、城水善紀、長谷川真也、小西優一郎、青野寿俊（仲田・城水・小西・青野→第2回）
  - AUD：西博司、田中政昭、津留邦彦、野添大輔、猪尾真俊、吉岡隼人（野添・猪尾・吉岡→第2回）
  - Sala、テレプロ（ともに第2回）
- 技術協力：共同テレビジョン
- スタジオCG(第2回)：KOO-KI（第2回）
- 映像協力：フジテレビ
- 協力：エクサ・インターナショナル、オムニバス・ジャパン
- 編成：兼海悠太（TNC）
- 広報：穴井正明・日高正徳（ともにTNC）
- 編集：中野勇輝
- MA：下田貴徳
- CG：松園美宏（第2回）、井之上尚太
- デスク：石田愛理
- AD：佐次川由菜、國府田亨（國府田→第2回）
- ディレクター：姫野喜行、貝原桂
- 演出：本田敬宏
- プロデューサー：西林武志（TNC）、木立稔
- 制作協力：VSQ
- 制作著作：テレビ西日本

過去のスタッフ
- ナレーション：城ヶ崎祐子、中井和哉（青二プロダクション）（ともに第1回）
- CAM：伴野匡（第1回）
- VE：若宮美歩、福井淳史（ともに第1回）
- AUD：高橋敬（第1回）
- 照明：貫井亜廉、高橋里菜 KYORITZ（ともに第1回）
- ロケ技術
  - CA：石橋良一、若林洋平（ともに第1回）
  - AUD：武富浩一郎、野田真澄、川路亮（ともに第1回）
  - 株式会社沖縄テレビ開発、OHKエンタープライズ、F-SEVEN、Rec、TPRO、PRIDE TWO（ともに第1回）
- CG：一森美穂（第1回）
- AD：船越海央（第1回）
- ディレクター：河野朗（第1回）